# Bogdan Saray
Bogdan Saray (în turcă Boğdan Sarayı, în traducere „Palatul Bogdaniei”) a fost reprezentanța diplomatică a Principatului Moldovei la Înalta Poartă. Ruinele bisericii aferente, Sfântul Nicolae de la Bogdansarai (în greacă Ἅγιος Νικόλαος τοῦ Βογδανσαράγι), se află în prezent în spatele unui atelier de reparații auto, lângă un teren de baschet.

## Galerie de imagini

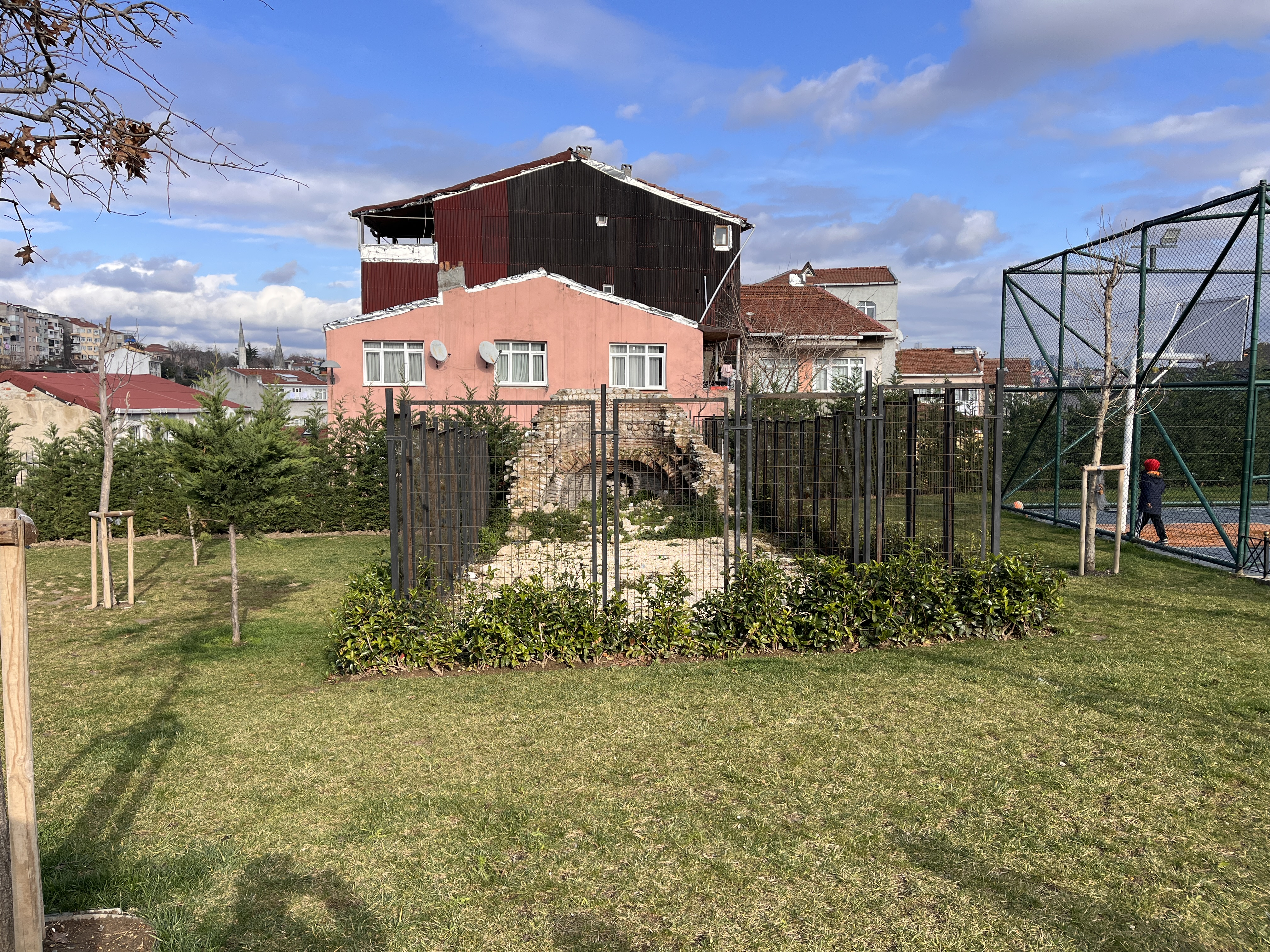
Fotografie din 2025
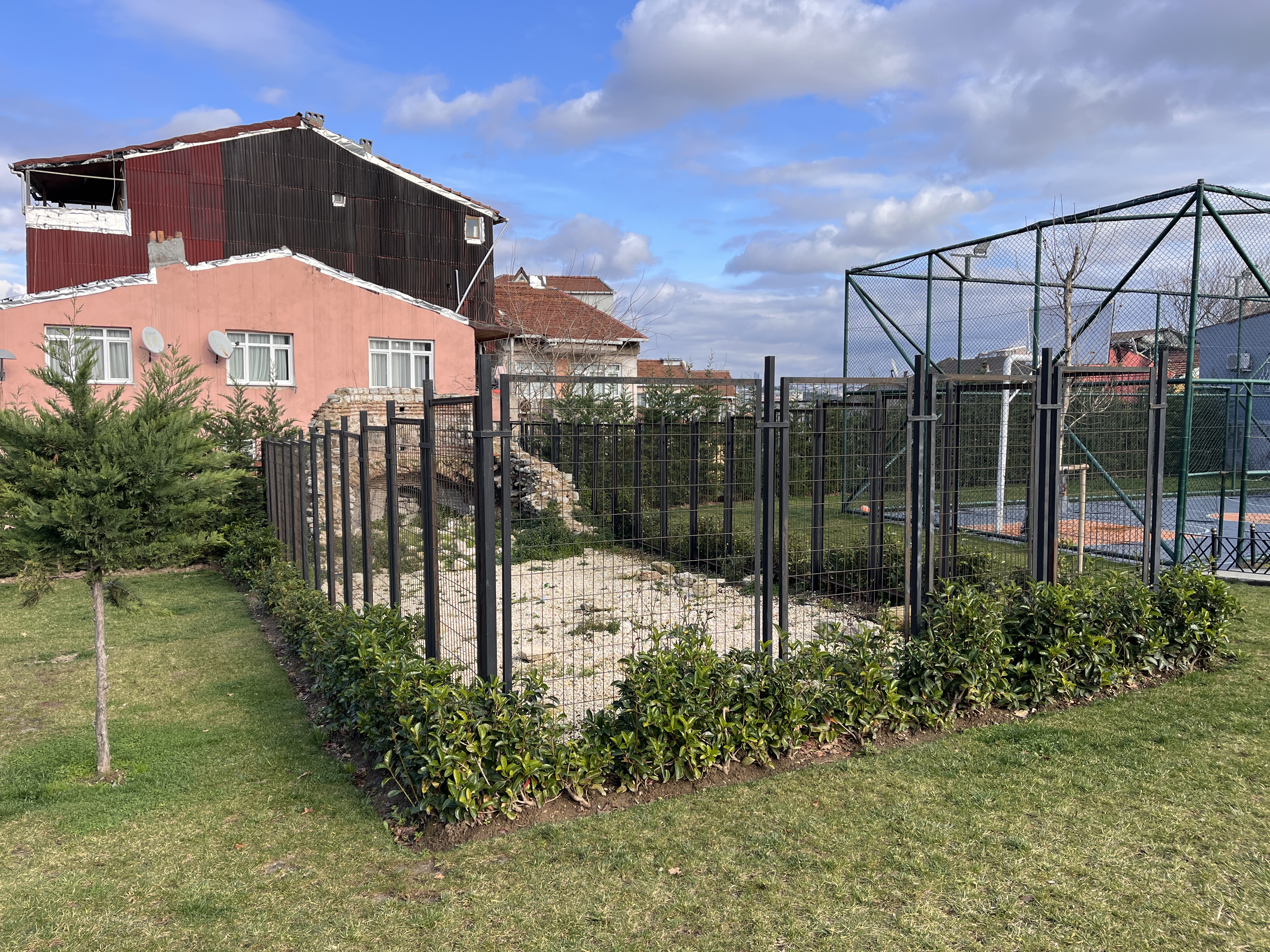
Fotografie din 2025